# Гордон (інтернет-видання)
«ГОРДОН» — українське суспільно-політичне інтернет-видання, засноване журналістом, телеведучим, політиком Дмитром Гордоном. Проєкт стартував 22 листопада 2013 року.
Входить до 10-ки найпопулярніших новинних видань України. Середня добова відвідуваність сайту станом на травень 2020 року становила до 1 млн читачів.

## Історія

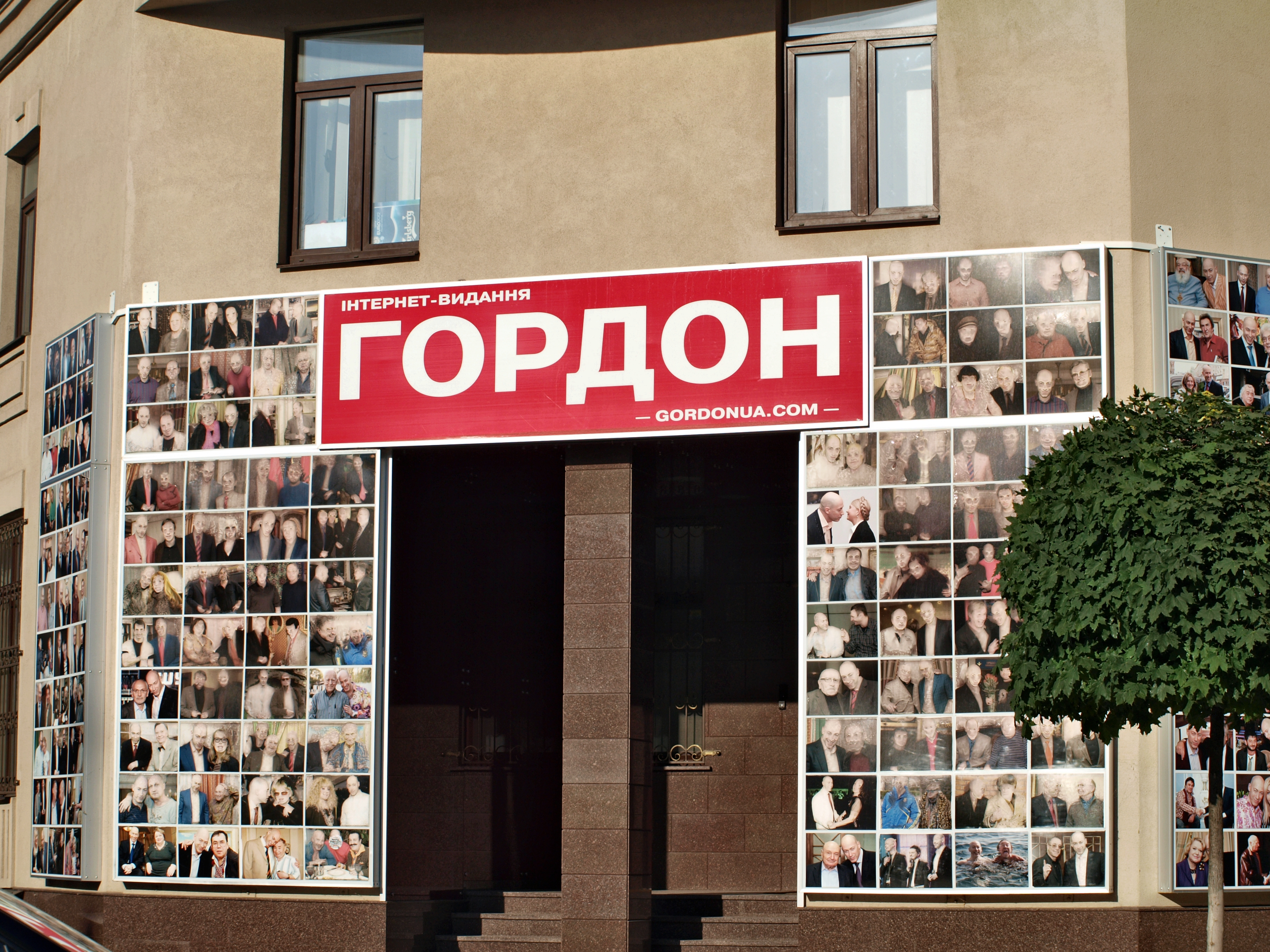

Видання розпочало свою роботу на другий день протестів в Україні — 22 листопада 2013 року. За словами головної редакторки Олесі Бацман, через революцію сайт запустився раніше запланованого терміну з одним розділом — «Євромайдан». Протягом 2014 року були відкриті всі інші рубрики.
В інтерв'ю телеканалу «112 Україна» Гордон розповів, що є засновником і головним інвестором проєкту.

### Українська версія
У листопаді 2014 року головна редакторка видання Олеся Бацман заявила, що в планах редакції поява української версії сайту. Через два з половиною роки, 27 лютого 2017 року, на сайті з'явилася українська версія.

## Опис
Основні розділи сайту — «Новини», «Публікації», «Спецпроєкти», «Інтерв'ю Дмитра Гордона», «Блоги», «Фото», «Відео» та «Інфографіка», а також додаток «Бульвар Шоубіз».
Видання виходить двома мовами — українською та російською. Частково матеріали сайту перекладають англійською мовою.
У «ГОРДОН» віртуальна редакція: журналісти видання живуть у різних містах і працюють з дому, а координують роботу в месенджерах. До епідемії коронавірусу це було єдине топове українське ЗМІ, яке працювало в такому форматі. Бацман казала, що це зручно з практичної точки зору, але складніше з організаторської, бо на кожного члена команди лягає велика відповідальність і необхідність самоорганізації.
Найпопулярнішим матеріалом за час існування сайту стало інтерв'ю з колишнім радянським розвідником і однокурсником президента РФ Володимира Путіна по інституту КДБ Юрієм Швецем, який понад 25 років живе у США і став там аналітиком бізнес-розвідки. Це інтерв'ю 2015 року взяла журналістка Нато Двалі. Лише за перші три дні воно набрало понад 1 млн переглядів.
За період існування сайт кілька разів зазнавав потужних DDoS-атак. Зокрема, 2014-го, 2018-го та 2019 року. За інформацією видання, сайт атакували з IP-адрес, розташованих в Росії та на окупованих територіях України. Бацман пов'язувала атаки з тим, що «видання пише правду, для нього немає заборонених тем або недоторканних політиків».
16 травня 2023 року пов'язана з Росією хакерська група «Солнцепек» атакувала сайт видання «ГОРДОН». Редакція на деякий час втратила доступ до адмінпанелі сайту, через що зловмисники змогли розмістити заяву антиукраїнського змісту на головній сторінці видання. Заяву під назвою «ЗЕЛЕНСЬКИЙ!!! УВАГА!!!» було опубліковано російською мовою, у ній хакери «оголосили кібервійну Україні». Стабільну роботу сайту вдалося відновити за кілька годин. «Я вже збилася рахувати, яка це з початку війни атака на наше видання, але цього разу вони змогли зламати коди і розмістити свою інформацію. Ми все полагодимо і станемо сильніші, а російські гниди зникнуть із нашої землі назавжди. Війна триває, і інформаційна – також. Боремося. Слава Україні!» – прокоментувала атаку на видання Бацман .

## Керівництво
- Інвестор: Дмитро Гордон.
- Головна редакторка: Олеся Бацман.
- Заступники головної редакторки: Тетяна Райда, Світлана Роговська та Дмитро Неймирок.